# Медобори (санаторій)
Санато́рій «Медобо́ри» — санаторно-курортний комплекс в Україні.

## Розташування
Розташований за 20 км від міста Тернополя, в мальовничому селі Конопківка коло Микулинців у природній заглибині долини річки Нішла поблизу мінеральних джерел сірководневої води типу «Мацеста» та сульфатно-гідрокарбонатного торфоболота, крім того, є свердловина з мінерально-хлоридною водою типу «Моршинська». 

## Історія
Створений на базі першого на Тернопільщині бальнеологічного курорту. Є прямим спадкоємцем давнього курорту, який заснував барон Ян Конопка в 1820—1822 роках, Перший головний лікар,  доктор Шминдюк Любомир Васильович 1950 р. н.   за часу Австрійської імперії.

## Лікування
У «Медоборах» лікують захворювання опорно-рухового апарату, легень, периферії, центральної нервової, серцево-судинної систем, кісток, м'язів, сухожиль, безпліддя, ендокринології, кишково-шлункового тракту, печінки. 
- сірководнева вода (80 мг/л) типу «Мацеста» (поліпшує загальний кровообіг, активізує всі всі види обміну, підвищує опірність організму, стимулює гормональні функції, має антибактеріальну дію)
- натрій-хлоридна вода (54 мг/л) типу «Моршинська» (посилює регенеративні процеси в ШКТ, покращує обмін речовин)
- сульфатно-гідрокарбонатне болото (посилює захисні механізми компенсаторних реакцій)
- пивотерапія (лікування «живим» пивом)
- іпотерапія (лікувальна верхова їзда)
- апітерапія (лікування продуктами бджільництва)
- болюсотерапія (лікування голубою глиною)

В лікувально-діагностичному відділенні санаторію працюють: лабораторія, кабінети функціональної діагностики, бальнеологічне відділення з натрій-хлоридними, сірководневими ваннами, душами, підводним масажем, вертикальною витяжкою, басейном; торфогрязове й озокеритопарафінове відділення, сухі вуглекисні ванни, бювет з натрій-хлоридною водою, фізіотерапевтичні кабінети, кабінети лазерної та магнітотерапії, рефлексо- і психотерапії, мануальної терапії, кабінети гінекологічних, кишкових і орошень порожнини рота мінеральними водами; стоматологічні і зубопротезні кабінети; апітерапія, спелеотерапія, аромотерапія і траволікування.

## Навчально-наукова база
Санаторій — навчальна і наукова база Тернопільського державного медичного університету, де розміщена кафедра медичної реабілітації, розробляють нові методи відновлювального лікування, надають консультаційну та лікувальну допомогу.

## Керівництво
Головний лікар — В. Мартинюк.